# Sabinares del Jalón
Sabinares del Jalón este o arie protejată (arie specială de conservare — SAC, sit de importanță comunitară — SCI) din Spania întinsă pe o suprafață de 19.052,34 ha, integral pe uscat.

## Localizare
Centrul sitului Sabinares del Jalón este situat la coordonatele 41°07′55″N 2°10′41″W / 41.132°N 2.1781°V.

## Înființare
Situl Sabinares del Jalón a fost declarat sit de importanță comunitară în august 2000 pentru a proteja 1 specie de plante și 4 specii de animale. Situl a fost protejat și ca arie specială de conservare în septembrie 2015.

## Biodiversitate
Situată în ecoregiunea mediteraneană, aria protejată conține 13 habitate naturale: Liziere de ierburi înalte hidrofile de câmpie și de nivel montan până la alpin, Galerii de Salix alba și de Populus alba, Lacuri eutrofice naturale cu vegetație de tip Magnopotamion sau Hydrocharition, Pajiști umede mediteraneene cu ierburi înalte de Molinio-Holoschoenion, Pante stâncoase calcaroase cu vegetație casmofită, Pajiști carstice calcaroase sau bazofile, de Alysso-Sedion albi, Păduri iberice de Quercus faginea și Quercus canariensis, Lande oro-mediteraneene cu formațiuni endemice de grozamă, Pajiști uscate seminaturale și facies de acoperire cu tufișuri pe substraturi calcaroase (Festuco-Brometalia) (* situri importante pentru orhidee), Grohotișuri termofile și vest-mediteraneene, Păduri endemice cu Juniperus spp., Pseudostepă cu ierburi și specii anuale de Thero-Brachypodietea, Păduri de Quercus ilex și Quercus rotundifolia.
La baza desemnării sitului se află mai multe specii protejate:
- plante (1): Apium repens
- amfibieni (1): Discoglossus jeanneae
- mamifere (2): liliacul mare cu potcoavă (Rhinolophus ferrumequinum), liliacul mic cu potcoavă (Rhinolophus hipposideros)
- nevertebrate (1): Euplagia quadripunctaria

Pe lângă speciile protejate, pe teritoriul sitului au mai fost identificate 7 specii de plante, 5 specii de amfibieni, 6 specii de mamifere.